# Stanjevci
Stanjevci este o localitate din comuna Gornji Petrovci, Slovenia, cu o populație de 195 de locuitori.